# Mittenwalder Hütte

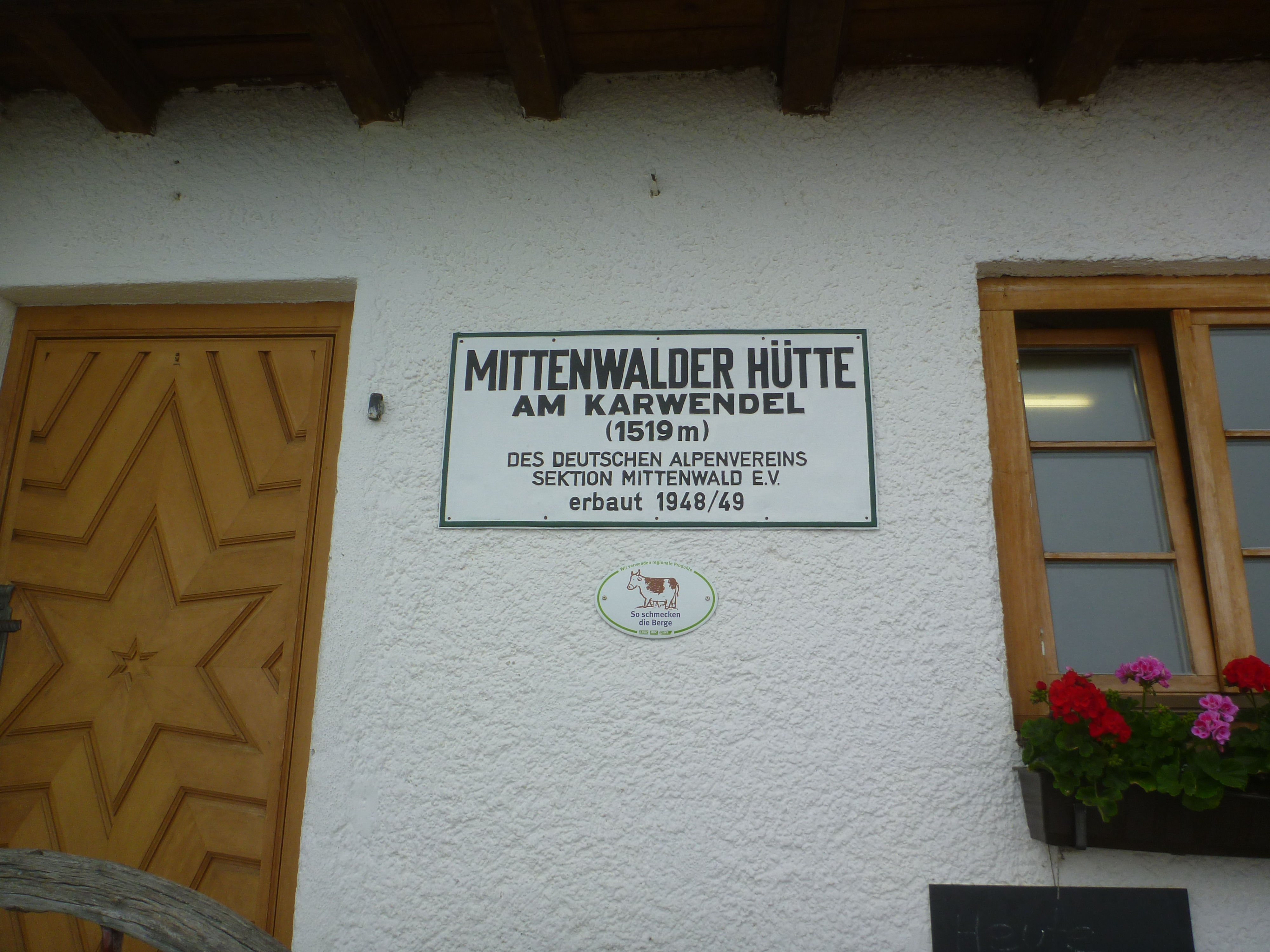
Schild des Alpenvereins an der Hütte

Die Mittenwalder Hütte ist eine Alpenvereinshütte der Sektion Mittenwald des Deutschen Alpenvereins.

## Lage und Funktion
Die Schutzhütte liegt in 1518 m ü. NHN Höhe nordwestlich unterhalb der Westlichen Karwendelspitze hoch über dem Tal der Isar direkt über Mittenwald. Sie befindet sich im westlichen Teil der Nördlichen Karwendelkette im Karwendel im oberbayerischen Landkreis Garmisch-Partenkirchen nahe der Grenze zu Tirol. Wegen der aussichtsreichen Lage und der reizvollen Tourenmöglichkeiten ist die Mittenwalder Hütte ein beliebtes Ausflugsziel für Wanderer, aber auch ein guter Stützpunkt für Bergsteiger, die mehrtägige Touren unternehmen wollen. Es gibt mehrere Übergänge; am bekanntesten dürfte der Mittenwalder Höhenweg sein, der über eine Reihe von Felsgipfeln in der Nördlichen Karwendelkette führt. Die Routen oberhalb der Mittenwalder Hütte sind hochalpin und können daher nur geübten Bergsteigern empfohlen werden. Im Winter ist die Hütte geschlossen. Es gibt keinen Winterraum, da die Umgebung der Hütte kein geeignetes Terrain für Skitouren ist.

## Geschichte
1879 wurde an der Stelle der heutigen Hütte ein kleiner Arbeiterunterstand errichtet. Bald darauf wurde dieser erweitert und von der Sektion Mittenwald übernommen. Seit 1921 ist die Hütte bewirtschaftet. Während des Zweiten Weltkrieges blieb sie trotz Beschusses unbeschädigt, fiel jedoch 1946 einer Brandstiftung zum Opfer. Unter großem tatkräftigem Einsatz bauten die Mittenwalder ihre Hütte bereits im Folgejahr wieder vollständig auf. Der starke Besucherandrang über den Karwendelsteig auf die Westliche Karwendelspitze führte dazu, dass die Hütte mehrmals erweitert werden musste. Seit 1967 erleichtert eine Materialseilbahn die Versorgung erheblich, damit konnte man auf Tragtiere verzichten. Die Errichtung der Karwendelbahn in den 1970er Jahren bremste den Zulauf zur Hütte deutlich ab. Mehr und mehr wurde sie vom alpinen Stützpunkt zum Wanderausflugsziel. Die Errichtung eines Abwasserkanals ins Tal 1998 brachte der Mittenwalder Hütte das Umweltgütesiegel für Alpenvereinshütten für einen vorbildlichen, umweltverträglichen Hüttenbetrieb.

## Zugänge
- Von Mittenwald über den Hüttenweg (280), leicht, Gehzeit: 2½ Stunden
- Von der Talstation der Karwendelbahn über den Hüttenweg (280), leicht, Gehzeit: 2¼ Stunden

## Übergänge
- Zur Brunnsteinhütte
  - über Leitersteig und Höhenweg, leicht, Gehzeit: 2 Stunden, oder
  - über Karwendelgrube und Heinrich-Noe-Steig, schwierig, Gehzeit: 4½ Stunden, oder
  - über Karwendelgrube und Mittenwalder Höhenweg, schwierig, Gehzeit: 6½ Stunden.
- Zur Dammkarhütte
  - über Karwendelgrube und Dammkar, schwierig, Gehzeit: 4 Stunden, oder
  - über Ochsenbodensteig und Bankerl, leicht, Gehzeit: 3 Stunden.
- Zur Hochlandhütte
  - über Karwendelgrube, Dammkar und Predigtstuhl, schwierig, Gehzeit: 5 Stunden, oder
  - über Ochsenbodensteig und Bankerl, leicht, Gehzeit: 4 Stunden.

## Gipfelbesteigungen
- Westliche Karwendelspitze über Karwendelsteig und Karwendelgrube, schwierig, Gehzeit: 2½ Stunden
- Lindlähnekopf (1795 m ü. NHN), Hüttengipfel, mittel, nur für Geübte, Gehzeit: 1 Stunde
- Viererspitze über die Vordere Kreuzklamm, nur für Bergsteiger (II)
- Gerberkreuz (2305 m ü. NHN), nur für Kletterer (IV)
- Gipfel am Mittenwalder Höhenweg: Kirchlspitze (2301 m ü. A.), Sulzleklammspitze (2321 m ü. A.), Nördliche Linderspitze
- Klettergarten mit 16 Routen nahe der Hütte